# M.A.F. Fonderia d'Arte

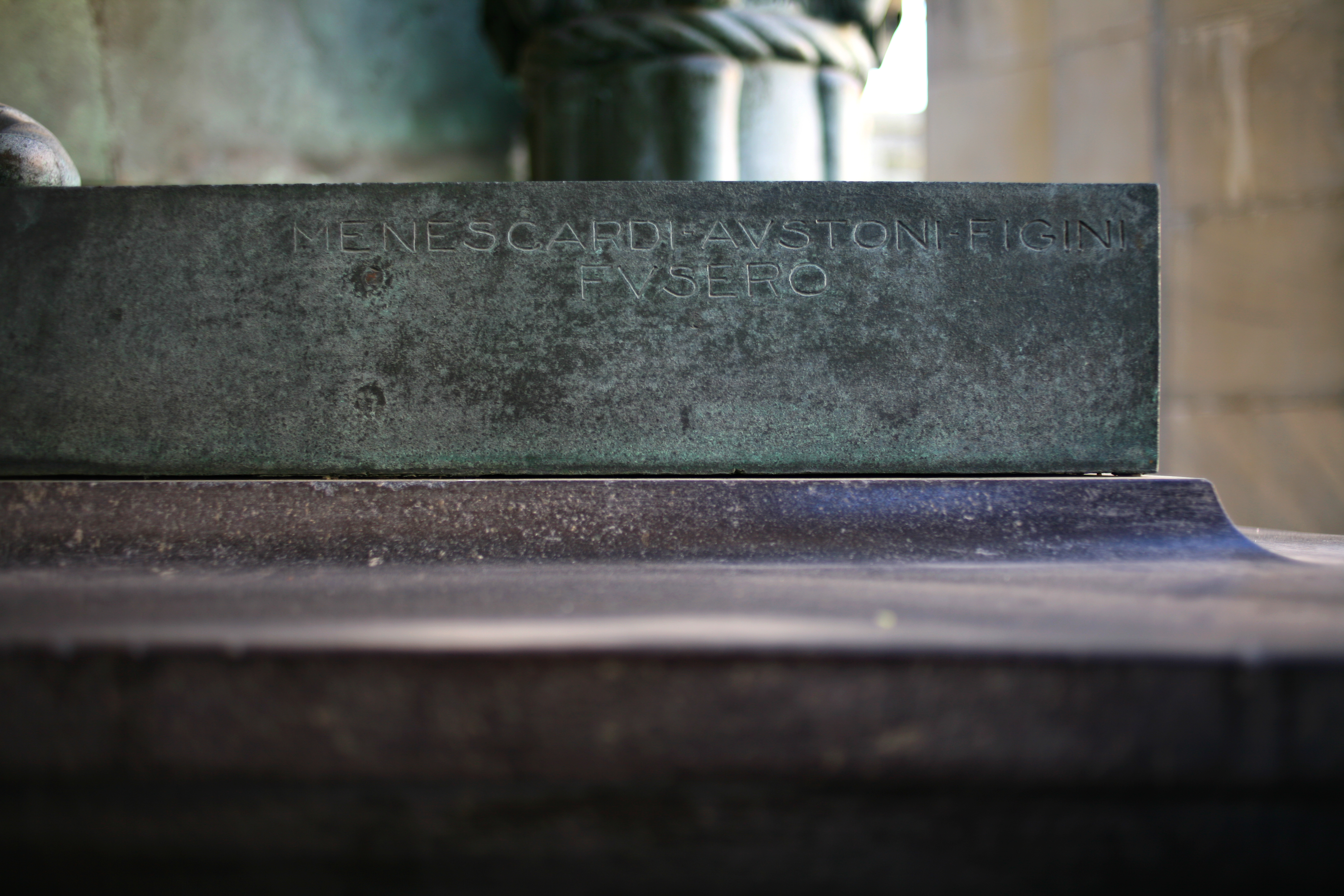
Il sigillo della MAF sul piedestallo della statua di Wildt dedicata a Sant'Ambrogio (1928)

La M.A.F. fonderia d'Arte è una fonderia che utilizza la tecnica della cera persa per la creazione di oggetti d'arte in bronzo.
Ha sede a Pioltello, in provincia di Milano, e fu costituita a Milano nell'anno 1872 dall'ingegner Lazzari; fu quindi ceduta ai fonditori Menescardi, Austoni e Figini le cui iniziali, congiunte, suggerirono il nome M.A.F..
La fonderia ha visto nascere nei suoi laboratori opere degli scultori Giacomo Manzù, Aligi Sassu, Tullio Figini, Agenore Fabbri, Renata Cuneo, Adolfo Wildt. Anche i portali in bronzo del Duomo di Milano degli scultori Arrigo Minerbi e Franco Lombardi sono stati fusi presso la M.A.F., così come la grande statua di Sant'Ambrogio di Adolfo Wildt che campeggia all'ingresso del Sacrario dei Caduti Milanesi di Milano.
La fonderia è stata insignita nell'anno 2003 dell'Ambrogino d'oro, conferito dal Comune di Milano.